# Contro il destino
Contro il destino (Paris s'éveille) è un film del 1991 diretto da Olivier Assayas.